# Shelley (Idaho)
Pour les articles homonymes, voir Shelley.
Shelley est une ville américaine située dans le comté de Bingham en Idaho.
Selon le recensement de 2010, Shelley compte 4 409 habitants. La municipalité s'étend sur 1,81 mille carré (4,69 km2).